# Stenostomum acreanum
Stenostomum acreanum är en måreväxtart som först beskrevs av Kurt Krause, och fick sitt nu gällande namn av Achille och Piero G. Delprete. Stenostomum acreanum ingår i släktet Stenostomum och familjen måreväxter. Inga underarter finns listade i Catalogue of Life.